# Finanztransaktionssteuer
Eine Finanztransaktionssteuer, gelegentlich auch Finanzmarkttransaktionssteuer (englisch financial transaction tax, FTT), ist eine Steuer bzw. Mikrosteuer, auf börsliche und außerbörsliche Finanztransaktionen. Sie gehört zu den Verkehrsteuern.

## Geschichte

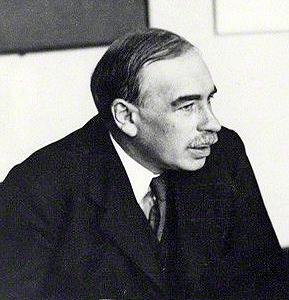
John Maynard Keynes (1933)

Eine der ersten Überlegungen zu einer Finanztransaktionssteuer in Bezug auf den Aktienmarkt geht auf John Maynard Keynes nach der Great Depression aus dem Jahre 1936 zurück. Keynes argumentierte, dass durch die Verminderung der kurzfristigen Spekulation durch die Finanztransaktionssteuer sich Unternehmen mehr auf langfristige nachhaltige Gewinnmaximierung fokussieren könnten.

„Die Einführung einer nicht unerheblichen Verkehrssteuer auf alle Transaktionen könnte sich als die brauchbarste Reform im Hinblick auf die Abschwächung der Vorherrschaft der Spekulation über Unternehmen in den Vereinigten Staaten, die zur Verfügung steht, erweisen.“

Keynes sah aber auch gleichzeitig die bis ins 21. Jahrhundert anhaltende Diskussion und das von Gegnern der Finanztransaktionssteuer immer wieder angeführte Problem, dass eine Finanztransaktionssteuer zu geringerem Handelsvolumen und geringerer Liquidität führen könne.

„Sollten einzelne Käufe von Investments [durch die Finanztransaktionssteuer (Anm.)] illiquide werden, könnte dies ernsthaft neue Investitionen behindern […]. Dies ist das Dilemma.“

Ferner wird das Prinzip der Finanztransaktionssteuer häufig auch mit der 1972 von James Tobin vorgeschlagenen Tobin-Steuer verbunden. Tobin war der Auffassung, dass eine Finanztransaktionssteuer auf Devisengeschäfte eine wirksame Möglichkeit wäre, die Auswirkungen einzudämmen, die das Finanzkapital durch die ungehemmte Möglichkeit der Verschiebung – insbesondere nach dem Ende des Bretton-Woods-Systems – auf die realen wirtschaftlichen Kosten der Länder beziehungsweise Volkswirtschaften haben kann.
In Europa geriet die Diskussion über die Finanztransaktionssteuer mit der Einführung des Euros Ende des 20. Jahrhunderts in den Hintergrund, da die einheitliche Währung Währungsspekulationen unmöglich machte. Die Russlandkrisen und die Asienkrise in den 1990er Jahren führten jedoch zum Wiederaufleben der Diskussion über die potenziellen Vorteile einer Finanztransaktionssteuer primär im Bereich der Devisentransaktionen. Im Zuge der weltweiten Finanzkrise ab 2007 wurde insbesondere in Europa und dort insbesondere in Deutschland eine politische Diskussion bezüglich einer Einführung einer Finanztransaktionssteuer angeregt. Die entsprechenden Verhandlungen der EU-Kommission führten jedoch bisher nicht zur Einführung einer Finanztransaktionssteuer, was Beobachter auf Lobbyarbeit der Finanzindustrie zurückführen.

## Entwicklung von Finanztransaktionssteuern
Ein Beispiel für Finanztransaktionssteuern sind die Stempelsteuer des Deutschen Reiches auf Wertpapiere oder Urkunden nach dem Gesetz über die Reichsstempelabgabe vom 1. Juli 1881 und die Reformierung durch die Kapitalverkehrsteuer nach dem Kapitalverkehrsteuergesetz vom 8. April 1922 bis zum Außerkrafttreten am 1. Januar 1992 im Zuge des Finanzmarktförderungsgesetzes vom 22. Februar 1990.
Bis heute wurden in vielen Ländern verschiedene Kapitalverkehrsteuern eingeführt, die allerdings immer nur Teilaspekte des Finanzmarktes abdeckten bzw. abdecken. Am häufigsten ist die Börsenumsatzsteuer, die auf Umsätze an Wertpapierbörsen erhoben wird. Nur für Neuemissionen greift die Emissionsabgabe in der Schweiz, während die Umsatzabgabe den Handel mit Wertpapieren erfasst, aber umfassende Ausnahmetatbestände kennt.
Finanztransaktionssteuern gibt es derzeit nur in zwei Ländern: Im August 2012 führte Frankreich eine begrenzte Finanztransaktionssteuer ein (siehe Abschnitt Situation in Frankreich), im März 2013 folgte Italien bei Unternehmen mit einer Marktkapitalisierung von mindestens 500 Millionen Euro (siehe Abschnitt Situation in Italien).
In ihrem Entwurf für den mehrjährigen Finanzrahmen der Europäischen Union im Zeitraum 2014–2020 hat die Europäische Kommission die Einführung einer EU-weiten Finanztransaktionssteuer (siehe Abschnitt EU-Finanztransaktionssteuer) vorgesehen.
Keine konkreten Finanztransaktionssteuern, sondern in der Diskussion befindliche Modelle sind die Tobin-Steuer und die Robin-Hood-Steuer.

## Finanztransaktionssteuern in der Europäischen Union

### EU-Finanztransaktionssteuer

EU-Finanztransaktionssteuer (Stand: März 2012):
EU-Länder dafür
EU-Länder dagegen
Unentschlossene EU-Länder
Nicht-EU-Länder

Laut Eurobarometer 2010 befürworteten 61 % der EU-Bürger die Einführung einer Finanztransaktionssteuer. Im September 2011 legte die EU-Kommission einen Gesetzentwurf zur Einführung einer Finanztransaktionssteuer in der EU vor, „damit auch der Finanzsektor seinen fairen Beitrag leistet“. Die EU-Kommission wies darauf hin, dass der gering besteuerte Finanzsektor im Zuge der Finanzkrise mit 4600 Milliarden Euro unterstützt wurde.
Der Steuersatz sollte 0,1 Prozent auf den Handel von Aktien und Anleihen und 0,01 Prozent für Derivate von Aktien und Anleihen betragen. Devisengeschäfte am Spotmarkt sowie andere Derivate sollen von der Steuer befreit sein. In Summe ließen sich laut internen Berechnungen der Europäischen Kommission dadurch rund 50 Milliarden Euro einnehmen, die großteils den Mitgliedsländern zugutekommen sollen.
Im Frühjahr 2012 starteten neun EU-Länder einen neuen Vorstoß, eine Finanztransaktionssteuer auf EU-Ebene einzuführen, scheiterten aber vor allem am Widerstand der beiden Nicht-Euro-Länder Großbritannien und Schweden. Die Alternative, die Steuer nur in der Eurozone einzuführen, scheiterte wiederum am Widerstand von Luxemburg und den Niederlanden.
Im Juni 2012 wurde die Zielsetzung einer Einführung in der gesamten Eurozone aufgegeben. Die verbleibenden EU-Länder einigten sich darauf, die Finanztransaktionssteuer nunmehr nur in den befürwortenden Ländern einzuführen. Die Basis dafür findet sich im EU-rechtlichen Rahmen einer sogenannten „verstärkten Zusammenarbeit“ von mindestens neun EU-Ländern, die sich daran beteiligen. Anfang Oktober hatten mit Belgien, Deutschland, Frankreich, Griechenland, Österreich, Portugal und Slowenien jedoch erst sieben Länder ihre Beteiligung zugesagt und auch ihren diesbezüglichen schriftlichen Antrag bei der EU-Kommission eingebracht. Am EU-Finanzministerrat in Luxemburg am 9. Oktober 2012 sollten – um die Mindestzahl von neun zu erreichen – noch Italien und Spanien umgestimmt werden, um sich an der Finanztransaktionssteuer zu beteiligen. Nicht nur wurde dieses Ziel zum Ende des Ministerrates erreicht, es schlossen sich auch noch Estland und die Slowakei an, sodass nun insgesamt elf EU-Länder die Transaktionssteuer einführen werden. Die Details sollten bis Weihnachten 2012 ausgearbeitet werden. Offen waren u. a. die Fragen danach, was konkret wie besteuert werden soll und in welche Budgets die Einnahmen aus der Finanztransaktionssteuer fließen sollen: Ob die Erträge in den nationalen Budgets bleiben oder dem gemeinsamen EU-Budget zugeführt werden sollen, wobei sich bei letzterem auch die Frage stellt, ob die nationalen Zahlungsverpflichtungen der beteiligten Länder gegenüber dem EU-Haushalt um diese Beträge reduziert werden. Nach Meinung der damaligen österreichischen Finanzministerin Fekter wäre dies auch ein Anreizsystem, dass sich doch noch weitere Länder an der Transaktionssteuer beteiligen. Großbritannien und Polen hingegen forderten von den Ländern der verstärkten Zusammenarbeit, dass die fertigen Konzepte den nicht beteiligten Ländern zur Prüfung auf EU-Auswirkungen vorgelegt werden – und sogar (so von Seite Polens geäußert) dem Paket von allen EU-Ländern zugestimmt werden müsste.
Am 22. Januar 2013 beschloss der Rat der EU-Finanz- und Wirtschaftsminister in Brüssel, dass die elf Staaten Belgien, Deutschland, Estland, Frankreich, Griechenland, Italien, Österreich, Portugal, Slowakei, Slowenien und Spanien die Finanztransaktionssteuer einführen dürfen. Die Steuer soll möglichst alle Finanzinstrumente erfassen und eine breite Bemessungsgrundlage mit einem niedrigen Steuersatz haben. Im gleichen Jahr beendete Frankreich seine Unterstützung für eine so umfassende Steuer nach dem Widerstand aus der Lobby der Finanzdienstleister, aus Sicht von Kritikern vor allem durch Goldman Sachs.
Eine Klage Großbritanniens gegen eine Einführung der Finanztransaktionssteuer in den elf Staaten im Rahmen der verstärkten Zusammenarbeit wies der Europäische Gerichtshof am 30. April 2014 ab.
Nachdem Estland im Dezember 2015 aus den Verhandlungen ausstieg, befanden sich 2017 die verbleibenden zehn Länder weiterhin in Verhandlungen. Im Zusammenhang mit der Bundestagswahl 2017 stellten einige Parteien ihre Haltung zu einer Finanztransaktionssteuer auf EU-Ebene klar: Während die Grünen und die CDU weiterhin an der Einführung einer solchen Steuer festhalten wollen, zeigte sich die FDP eher skeptisch. Vor dem Hintergrund des EU-Austritts des Vereinigten Königreichs und der somit vermuteten Verlagerung von Finanzinstitutionen aus London weg hin zu anderen Finanzstandorten in der EU gibt es Anzeichen, dass einige Regierungen die Attraktivität nationaler Standorte nicht durch die Einführung einer solchen Steuer mindern wollen. Nachdem Frankreichs Präsident Emmanuel Macron im Rahmen einer Grundsatzrede zur Europäischen Union zwar die Einführung einer EU-weiten Finanztransaktionssteuer befürwortete, sie jedoch nur auf Aktien, nicht jedoch auf Derivate anwenden wollte, herrschte weiterhin Uneinigkeit über die konkrete Ausgestaltung einer Finanztransaktionssteuer auf EU-Ebene.
Im Juni 2019 verständigten sich die zehn Länder auf einen Vorschlag aus Frankreich und Deutschland, nach dem die Finanztransaktionssteuer lediglich Käufe und Verkäufe von Aktien betrifft und ab 2021 gelten soll. Die Höhe steht noch nicht fest; nach der von Finanzminister Olaf Scholz vorangetriebenen Vereinbarung sollen mindestens 0,2 Prozent pro Transaktion erhoben werden.
Kritiker wenden ein, dass nur 10 % aller Finanztransaktionen von der in dieser Form vorgeschlagenen Steuer betroffen seien. Ein Gutachten im Auftrag der österreichischen Regierung geht sogar von nur 1 % aus. Demnach wäre das Aufkommen durch die Steuer nur 2,3 Milliarden Euro statt mindestens 28,3 Milliarden Euro. Auch der österreichische Bundeskanzler Kurz bemängelte, dass hochspekulative Geschäfte und Derivate von der Steuer ausgenommen seien. Österreichs Finanzminister Blümel kritisierte, der Vorschlag aus Paris und Berlin sei „genau das Gegenteil von dem, was die [EU-]Kommission vor einigen Jahren vorgeschlagen hat.“ Der Befürworter der Finanztransaktionsteuer Stephan Schulmeister macht die erfolgreiche Lobbyarbeit von Goldman Sachs dafür verantwortlich, dass spezielle Finanztransaktionen (bei denen Wertpapiere von den Beteiligten hin- und wieder zurückwechseln) von den Plänen der kooperierenden Ländern ausgenommen wurden.

### Situation in Frankreich
Seit dem 1. August 2012 besteht in Frankreich für den Erwerb sogenannter Kapitalwertpapiere die Pflicht, eine Finanztransaktionssteuer zu entrichten:
- Besteuert wird der Erwerb von Wertpapieren von börsennotierten Unternehmen, die ihren Hauptsitz in Frankreich haben und die über eine Marktkapitalisierung von mehr als einer Milliarde Euro verfügen (etwa 100 Aktiengesellschaften). Ob eine Aktiengesellschaft dieses Kriterium erfüllt, wird jeweils zum 1. Dezember des Vorjahres festgestellt.[37]
- Die Besteuerung erfolgt unabhängig vom Ort der Transaktion, erfasst werden somit auch Transaktionen französischer Wertpapiere an ausländischen Börsenplätzen.
- Der Steuersatz beträgt 0,4 % (Stand 1. April 2025) des Kaufpreises der Wertpapiere bei Erwerb.
- Als Erwerb gelten sowohl der direkte Wertpapierkauf als auch die Wertpapierlieferung bei Ausübung von Derivaten. Erfasst werden jedoch nur Aktien am regulierten Markt.
- Käufe und Verkäufe innerhalb eines Tages können genettet werden, sodass dieser Steuersatz nicht Day-Trader und den Hochfrequenzhandel trifft.

Frankreich erhebt alternativ eine weitere neue Steuer in Höhe von 0,01 % auf bestimmte Transaktionen im Hochfrequenzhandel und bestimmte Credit Default Swaps. Im Gegensatz zur Abgabe auf Kapitalwertpapiere betrifft diese allerdings nur Unternehmen und Personen, die in Frankreich steuerpflichtig sind. Die Steuer ist nicht darauf angelegt, diesen Handel zu unterbinden.

### Situation in Italien
Zum 1. März 2013 führte Italien eine Finanztransaktionssteuer auf den Erwerb von Aktien (und ähnlichen Wertpapieren im Sinne des italienischen Rechts) ein:
- Besteuert wird der Erwerb von Wertpapieren italienischer Unternehmen mit einer Marktkapitalisierung von mindestens 500 Millionen Euro (mindestens 70 Aktiengesellschaften). Das italienische Finanzministerium veröffentlichte zum ersten Mal am 20. Dezember 2012 eine Liste von Unternehmen, die nicht besteuert werden – eine sogenannte Negativliste. Hieraus kann gefolgert werden, welche Papiere besteuert werden.

- Die Besteuerung erfolgt unabhängig vom Ort der Transaktion.
- Als Erwerb gilt der direkte Wertpapierkauf. Nach einer Verschiebung um 2 Monate gilt die Steuer ab dem 1. September 2013 auch bei Derivaten.
- Der Steuersatz beträgt zwischen 0,12 % des Kaufpreises am regulierten Markt und 0,22 % an anderen Börsenplätzen.[38] Ab 2014 sinkt der Steuersatz auf 0,10 % bzw. 0,20 %.

### Situation in Deutschland
In Deutschland forderte seit 2000 als eine der ersten die globalisierungskritische NGO Attac Deutschland die Einführung einer Finanztransaktionssteuer.
Die Wiedereinführung einer Finanztransaktionssteuer wird seit Jahren in Deutschland von den Parteien Die Linke, Bündnis 90/Die Grünen und SPD gefordert. Seit Sommer 2011 befürwortet auch die CDU/CSU die Finanztransaktionssteuer. Die AfD befürwortet die Finanztransaktionssteuer ebenfalls. Die FDP lehnt hingegen eine Finanztransaktionssteuer ab. Der Bundesrat hat sich im November 2011 in einer Stellungnahme für die EU-weite Einführung einer Finanztransaktionssteuer ausgesprochen, er hält es jedoch für erforderlich, auf die Festlegung einheitlicher Sätze hinzuwirken.
Nach der Bundestagswahl 2013 fand die Finanztransaktionssteuer sehr schnell Eingang in die Koalitionsverhandlungen. Die Formulierung lehnte sich sehr eng an den Kompromiss zum Fiskalpakt an: Eine breite Finanztransaktionssteuer auf den Handel mit Aktien, Anleihen, Devisen und Derivate, die im Rahmen einer verstärkten Zusammenarbeit in Europa eingeführt werden soll. Die Koalition hat eine Zweckbindung der Einnahmen abgelehnt.
Die Einführung einer Finanztransaktionssteuer mit anderen europäischen Partnern befürworteten 57 % der Deutschen im Jahr 2016. Im Koalitionsvertrag der 19. Wahlperiode des Bundestages, der zwischen der CDU/CSU und der SPD nach der Bundestagswahl 2017 ausgehandelt wurde, ist vereinbart: „Die Einführung einer substanziellen Finanztransaktionsteuer wollen wir zum Abschluss bringen.“
Falls eine EU-weite Finanztransaktionssteuer (s. o.) scheitert, befürworten im Frühjahr 2020 Vertreter des IfW die Einführung einer umfassenden Version der Steuer in Deutschland.

### Situation in anderen EU-Ländern
Gewisse Formen einer Finanztransaktionssteuer (Börsenumsatzsteuer) gibt es u. a. in Belgien, Zypern, Finnland, Griechenland und Irland.
Spanien führte im Januar 2021 eine Finanztransaktionssteuer (FTT) in Höhe von 0,2 % ein, u. a. auf Aktien spanischer Unternehmen mit einer Marktkapitalisierung von mehr als 1 Mrd. €. Die Steuer muss z. B. auch von deutschen Anlegern bezahlt werden, die diese spanische Aktien kaufen.

## Einzelne Aspekte von Finanztransaktionssteuern

### Beabsichtigte Wirkung auf den Finanzmarkt
Erklärtes Ziel von Finanztransaktionssteuern sind die Stabilisierung und Marktregulierung von Finanzmärkten durch die Verringerung des spekulativen und technischen Handels durch höhere Transaktionskosten. Im Besonderen soll auch der zunehmende, sogenannte Hochfrequenzhandel eingedämmt werden, dessen volkswirtschaftlicher Nutzen umstritten ist.
Die überwiegende Zahl der Transaktionen stellen margenschwache Arbitragegeschäfte dar. Diese würden durch eine Finanztransaktionssteuer nicht mehr rentabel und entfielen daher.

### Fiskalische Wirkungen
Die Prognosen der fiskalischen Wirkungen einer Finanztransaktionssteuer gehen weit auseinander und hängen stark davon ab, ob eine Finanztransaktionssteuer lediglich in einzelnen Ländern oder in allen wichtigen Handelsplätzen eingeführt wird. Die Voraussage der Gesamteinnahmen bei einem konkreten Steuersatz ist deshalb schwierig, da das Ausmaß möglicher Reaktionen der Finanzmarktteilnehmer nach Einführung der Steuer (Reduktion des Handelsvolumens, räumliches Ausweichen auf andere Finanzplätze, Entwicklung neuer steueroptimierter Finanzprodukte) schwer abzuschätzen ist.
Befürworter einer Finanztransaktionssteuer versprechen sich erhebliche Steuereinnahmen ohne größere Verzerrungen in der realen Wirtschaft auszulösen. Nach Schätzung des Österreichischen Instituts für Wirtschaftsforschung (WIFO) z. B. lägen die Einnahmen, bei einem Steuersatz von 0,05 Prozent auf alle Finanztransaktionen, in Deutschland zwischen 0,7 und 1,5 Prozent des BIPs, in der EU zwischen 0,9 und 2,1 Prozent des BIPs. In Deutschland wären dies rund 17 bis 36 Milliarden Euro, für die gesamte EU etwa 110 bis 250 Milliarden Euro.
Skeptiker der Steuer nehmen höhere Verhinderungseffekte der Finanztransaktionssteuer auf den Derivatehandel an. Bei entsprechend nicht stattfindendem hochvolumigem Kurzfristhandel werden auch keine Steuern daraus generiert. Sie prognostizieren des Weiteren eine Umgehung der Steuer durch Geschäftsverlagerungen an Handelsplätze ohne Steuer. Als historisches Beispiel für eine derartige Entwicklung wird in der politischen Debatte die Einführung der 1992 wieder abgeschafften Börsenumsatzsteuer in Schweden 1985 herangezogen, bei der die Steuerpflicht nur vom Ort der Transaktionsdurchführung abhing und anstelle der von der Regierung geschätzten Einnahmen von umgerechnet jährlich 165 Mio. Euro nicht mehr als 9 Mio. Euro erlöst wurden.

### Steuervermeidungsstrategien
Wie bei jeder Steuer würden die Steuerpflichtigen auch bei einer Finanztransaktionssteuer versuchen, Maßnahmen zur Steuervermeidung zu treffen. Die Finanzwissenschaft nennt hier zwei grundsätzliche Strategien: Die Vermeidung der Sachverhalte, an die die Steuerpflicht anknüpft (darunter die Verlagerung von Geschäften in Steueroasen) und die Wahl der steuerlich günstigsten Form.

#### Verlagerung auf andere Handelsplätze
Die in Bezug auf die Finanztransaktionssteuer am intensivsten diskutierte Steuervermeidungsstrategie ist die Verlagerung der Handelsgeschäfte an Handelsplätze, an denen diese Steuer nicht erhoben wird. Daher geben die Gegner einer Finanztransaktionssteuer zu bedenken, dass diese Art von Steuer sehr schwer zu implementieren sei, da die Finanzmarktteilnehmer Wege fänden, diese zu umgehen und eine Finanztransaktionssteuer nur ihre Wirksamkeit erreichen könnte, wenn internationaler Konsens bezüglich deren Einführung und Umsetzung herrschen würde. Um dieses Schlupfloch zu verhindern, sieht die von der EU-Kommission vorgeschlagene EU-Finanztransaktionssteuer vor, „dass die Steuer in dem europäischen Land zu entrichten ist, in dem der Finanzakteur ansässig ist. Das bedeutet, dass für jedes Geschäft, das eine französische oder deutsche Bank irgendwo auf der Welt abwickelt, in Frankreich oder Deutschland eine Transaktionssteuer fällig wird.“ Durch Abwanderung ließe sich diese Steuer daher nicht umgehen.

#### Verzicht auf auslösende Transaktionen
Eine weitere Vermeidungsstrategie ist der – rechtspolitisch zumindest zum Teil beabsichtigte – Verzicht auf auslösende Transaktionen, da diese nach Einführung der Finanztransaktionssteuer unprofitabel werden. Dies sind in erster Linie die Arbitragegeschäfte.
Es betrifft im Bereich der Derivate beispielsweise die Glattstellungspraxis. Es ist üblich, dass Kreditinstitute offene Anlagebuch- oder Handelsbuchpositionen durch eine genau entgegengesetzte Transaktion neutralisieren. Bei einer Transaktionssteuer auf Derivate würde hier durch das Sicherungsgeschäft erneut Steuerpflicht entstehen. Zur Vermeidung tragen hier Vereinbarungen über die vorzeitige Auflösung bestehender Geschäfte bei. Weiterhin erfolgen Finanztransaktionen oftmals über mehrere Stufen, z. B. Verkäufer, Bank, Investmentbank, Broker, Käufer. Bei Belastung jeder dieser Stufen entsteht ein Anreiz, auf Zwischenstufen zu verzichten. Insbesondere wenn die beteiligten Unternehmen Teil eines gemeinsamen Konzerns sind, ist eine Internalisierung bisher externer Geschäfte möglich. Das Gleiche gilt für mehrstufige Strukturierte Finanzprodukte.

### Überwälzung auf die Endkunden
Mit der Steuer werden zunächst einmal die Finanzintermediäre belastet, die diese den Kunden, die Handelsgeschäfte beauftragt haben, als indirekte Steuern weiterbelasten (lediglich beim Eigenhandel sind sie selbst direkt belastet). Jedoch erfolgt wie bei allen Steuern eine (teilweise) Steuerüberwälzung, so dass die Kosten im Endeffekt (durch höhere Preise oder Zinsen) teilweise durch die Anleger und Verbraucher getragen werden. In welchem Umfang eine Überwälzung auf den Endverbraucher möglich ist, kann nicht allgemein angegeben werden, sondern hängt von der Marktsituation ab.